# Nakajima Kotobuki
Накадзима Ха-1 Котобуки (寿, Долголетие) — японский девятицилиндровый звездообразный авиационный двигатель, разработанный фирмой Накадзима, на основе лицензионного британского Bristol Jupiter. Версия для Японского императорского флота именовалась Накадзима Котобуки. Версия для Японской императорской армии именовалась Накадзима Ха-1, улучшенная версия — Накадзима Ха-24. Всего в период 1932—1939 годов было произведено около 7000 единиц.

## Конструкция и разработка
В 1917 году Чикухей Накадзима (Chikuhei Nakajima) основал «Авиационный институт» в городе Одзима в префектуре Гумма. В 1918 году он построил свой первый самолёт «Накадзима Тип 1» с двигателем, изготовленным в США.
В 1920 году компания отправила Кимихея Накадзиму (Kimihei Nakajima) во Францию для изучения европейских авиастроительных достижений, а в 1922 году открыла собственный завод по производству двигателей в Токио. Это привело к началу производству двигателей на базе двухцилиндрового горизонтально-оппозитного двигателя с воздушным охлаждением Lawrance A-3.
В то время Lawrance выглядел странно. Большинство двигателей с воздушным охлаждением в то время являлись ротативными двигателями, использующими цилиндры, которые вращались вместе с пропеллером, но Кимихей узнал, что в Англии разрабатывался хорошо охлаждаемый двигатель с неподвижными цилиндрами. Он ознакомился с английским истребителем Gloster Gamecock с его двигателем Bristol Jupiter, который был для своего времени совершенной конструкцией с устройством автоматической регулировки зазора клапанов, спиральным трубопроводом для равномерного распределения впуска и системой впуска и выпуска с четырьмя клапанами. Nakajima получила лицензию на производство Jupiter в 1925 году. В 1927 году, после приглашения двух инженеров-технологов из компании Bristol, на заводе Nakajima были запущены в производство Jupiter Type 6 мощностью 420 л. с. и Type 7 с нагнетателем мощностью 450 л. с.
Изучив 9-цилиндровый радиальный Pratt & Whitney Wasp, Nakajima попыталась объединить хорошие решения, найденные в конструкции Jupiter, с рациональной конструкции Wasp. Затем Nakajima выпустила серию типов двигателей, в качестве инженерного опыта названных «AA», «AB», «AC», и «AD». Следующая конструкция двигателя, «AE», была инновационной, с диаметром 160 мм и ходом поршня 170 мм. Были изготовлены опытные экземпляры и проведены испытательные тесты, но этот двигатель не был принят из-за его очень сложной конструкции. Nakajima продолжила испытания различных конструкций цилиндров. В 1929 году была завершена конструкция «AH» с диаметром и ходом 146 × 160 мм и общим объёмом 24,1 литр. Эта версия должна была стать окончательной версией этой базовой разработки двигателя.
В июне 1930 года был изготовлен первый прототип, который летом прошел ресурсные испытания для официального утверждения типа. Затем были начаты летные испытания с использованием самолёта Nakajima A2N. Таким образом Nakajima спроектировала первый японский, первоначально разработанный как 9-цилиндровый двигатель с воздушным охлаждением, мощностью 450 л. с. «Kotobuki». В декабре 1931 года этот двигатель был одобрен и принят императорским флотом под наименованием Ha-1 Ko для палубного разведчика Тип 97.
Двигатель «Kotobuki» был усовершенствован и превращен в двигатель « Hikari» с расширением диаметра и рабочего хода поршня до размеров 160 × 180 мм и рабочего объёма 32,6 литра), при этом мощность была увеличена до 720 л. с.. «Hikari» использовался на палубных истребителе Nakajima A4N и торпедоносце Yokosuka B4Y.
В дальнейшем, в поисках большей мощности, базовая конструкция была переработана до 14-цилиндрового двухрядного двигателя серии «Ha-5 — Ha-41 — Ha-109».

## Модификации
- Kotobuki 2-Kai-1 — 585 л. с. (436 кВт)
- Kotobuki 2-Kai-3 — 610 л. с. (455 кВт)
- Kotobuki 3-Kai — 710 л. с. (529 кВт)

## Применение
- Aichi D1A
- Kyushu K10W
- Mitsubishi A5M
- Mitsubishi K3M
- Mitsubishi Ki-18
- Nakajima A1N2
- Nakajima A2N
- Nakajima C2N
- Nakajima Ki-8
- Nakajima Ki-27
- Nakajima E4N
- Nakajima E8N
- Nakajima Ki-34
- Nakajima Type 91